# ネットワーク対戦クイズ Answer×Answerのクイズ
ネットワーク対戦クイズ Answer×Answerのクイズでは、セガ（後のセガ・インタラクティブ）のアーケード用のクイズゲーム『ネットワーク対戦クイズ Answer×Answer』シリーズで出題されていたクイズについて解説する。

## 事前補足
- 各バージョン固有の特徴を記述する場合、以下の略称を用いる。
  - ネットワーク対戦クイズ Answer×Answer：Answer×Answer1もしくは初代
  - ネットワーク対戦クイズ Answer×Answer2：Answer×Answer2
  - ネットワーク対戦クイズ Answer×Answer Live!：Live!
- また、バージョン表記に関しては1.○がAnswer×Answer1、2.○がAnswer×Answer2、3.○がLive!の各バージョンを意味している。

## クイズ形式
早押し（ノーマル・連想・ビジュアル・テクニカル）と虫食いの解答入力方法
まず、解答の頭文字の候補となる4つの文字が下に表示され、その中から1文字目を入力。それが合っていれば再度別の4文字が表示され、その中から2文字目を入力。これを繰り返して正解の言葉を完成させる。なので答えが分からなくても、直感で文字を選択して最初の文字が合っていると、それがヒントになって正解が分かる、完全な直感で文字を選択し続けて正解に辿り着く事がある。途中で間違えた場合、及び解答時間を超過した場合はその時点でお手つきとなる（解答時間は正しい入力をする度にその都度延長される）。正解の文字数を表す四角のマス（正解の文字数が4文字の場合は「□□□□」と表示される）は表示されている場合とされていない場合がある。更に、前述の1文字ずつ解答ではなく、4つの選択肢からダイレクトに解答を選ぶ場合もある（ノーマル限定）。
解答の様子は、自分の解答中では相手の解答の入力シーンは見えず、解答後や解答権を得られなかった場合に相手の解答の入力シーンを見る事が出来る。2人対戦の場合では、これが大きなヒントとなる場合がある。

### 2人対戦クイズ
すべてのバージョンにおける決勝戦、イベント大会、初代での総当たり戦、Live!での特番・総当たり戦にて行う方式。全部で11種類。早押しボタン及びタッチパネルを使用して解答する。早押しボタンを使用する形式では、対戦相手よりも先に押さなければ解答権が得られない（チキンレースクイズ以外）。1問正解につき10点獲得。ただし、押し合い爆破クイズに限り一問正解に付き5点加算となり、2倍問題は発生しない。クイズによってはビンゴポイント（点数は通常問題も2倍問題も5点）が追加される。
初代総当たり、特番総当たりでは特定の問題（初代では一定問題数消化後、特番では最終問題）が「ボーナス問題」として加点及び減点が2倍（一部出題方式は1.5倍）になる（Ver.1.0では加点のみ2倍）と共に、ジャンルがランダムに選択される。
Ver.1.3では、リードを守るためにわざと遅答するプレイヤー対策(残り時間を見計りボタンを押し、回答の入力に極力時間を掛け、勝ち逃げる場合が多い)のためか解答に時間をかけすぎるとその試合の回答時間が短くなり、残り時間が20秒以下になるとTIMEの枠が「?」で隠されるようになった。
以下の各クイズの説明は、Answer×Answer1のものであり、Answer×Answer2以降の変更点については別項で後述する。
早押しクイズ
オーソドックスな早押し形式のクイズ。徐々に出現する問題文を読み、分かった段階で早押しボタンを押して解答する。Ver.1.20以前の総当たり戦では、全3回戦のうち必ず1度実施される形式。決勝でも出題される。
誤答した場合は減点。更に、問題文が全て表示された上で、相手に解答権が移る。相手側は全ての問題文を読んで解答するチャンスが与えられる。なお、この場合は相手側は不正解しても誤答リスク（減点および誤答率・ジャンルポイントへの悪影響）はない。文章を2回に分けて出題されるテレビのクイズ番組でありがちな引っ掛け問題（クイズ用語で「パラレル問題」。「○○は・・・ですが、××は何でしょう？」のような形式）もあり、分かったからと言って早く押せば良いとは限らない場合もある。
カード奪取クイズ
まず命題（例「3色使われている国旗」）が提示された後、次にそれの解答候補となるカードが1枚ずつ順番に出現する。正解（命題に当てはまる解答。例の場合、イタリア、ロシアなど）となるカードが現れた時、早押しボタンを押して奪う。Cリーグでは出題されない。出題されるカード枚数は、Bリーグでは4枚、Aリーグ以上では不定（3〜5枚のカードが用意されるが残り枚数は「?」で表記）である。どちらかが正解を奪取した場合は、その後のカードは提示されず次の問題に移る。誤ったカードを奪取した場合は減点されるが、問題自体は続行され、誤った側も引き続き解答ができる。正解のカードを取るか、すべてのカードをパスした場合、次の問題に移る。
正解のカードが1枚に限らず、2枚以上存在する出題パターンもある。
早押し連想クイズ
9枚のパネルが順にめくられ、その下からヒントが出現する。ヒントから答えを連想し、分かった段階で早押しボタンを押して解答する。解答権は1問につき1人2回であるが、1回目の誤答でペナルティとしてその後10秒間解答できなくなる。2回目の誤答で相手に10点入り、その問題は終了となる。
早押しビジュアルクイズ
いくつかのパターンからランダムに出題（パネルに隠された画像や漢字が徐々に明らかになる、ズームアップした画像が徐々に引いていく、モザイクのかかった画像が徐々に鮮明になる、重なった漢字が徐々に広がっていく、等）。その画像に写っているものや漢字の読みが分かった段階で、早押しボタンを押して解答する。初代はプレーオフ限定だったが、特番総当たり戦から予選でも登場。早押し連想クイズと同様1人2回の解答権が与えられており、1回目の誤答で10秒間解答権剥奪、2回目の誤答で相手に10点入り、その問題は終了となる。
虫食いクイズ
問題文の大半が「?」と書かれた8個のブロックによって覆い隠されており、対戦相手と交互にそのブロックを選んで消していく。その都度「解答する」「パスする」のいずれかを選択することができ、隠された問題文を予想して解答する。Ver.1.0ではBリーグ以上でのみ出題されていたが、Ver.1.1よりCリーグでも出題されるようになった。誤答した場合は、早押しクイズと同様に減点の後問題文が全て表示される（オープンオール）。相手側は減点のリスクなく、全ての問題文を読んで解答するチャンスが与えられる。3巡してどちらもパスとなった場合、その問題はドローとなる。
押し合い爆破クイズ
3択クイズや画像を用いた2択クイズが次々と出題されていく。画面下部に「押し合いゲージ」が表示されている。スタートの時点では両者4秒ずつの持ち時間があり、その境界線上に「炎」がある。対戦者の一方が先に正解すると、ゲージ上の「炎」が相手側へ向かって移動を開始し、他方が正解した時点で停止する。誤答した場合、逆に自分の側へ「炎」が2秒分移動する。正解によるポイント獲得の他、ゲージの途中に「5ポイント」と書かれた吹き出しがあり、その地点まで「炎」が動くことでも5点を獲得できる。「炎」が近づくと爆弾が点滅し、残り1秒を切ると赤い丸で危険を知らせ、端まで到達すると爆破となり、爆破されたプレイヤーの獲得ポイントが半減した後に「炎」は中央に戻る（吹き出しも復活）。Ver.1.0ではすべてのリーグで出題される可能性があったが、Ver.1.1よりCリーグ・Bリーグでは出題されなくなった。期間限定イベント大会でも出題されない。この形式に限り、2倍問題が存在しない。なお時間経過に伴う「炎」の移動は、「一方が正解し他方が未解答」の状況に限られる。誤答時は瞬時に2秒分のマイナス移動のみが行われ、時間経過に伴う移動は発生しない。
多答フィニッシュクイズ
問題文に対し解答候補が8つ提示され、プレイヤーは正解と思われる選択肢を1〜3個ずつ交互に選択。残っている正解を全て選択してターンを終了する（FINISH）か、誤った選択肢を対戦相手が選んだ状態でターンを終了したか、対戦相手が制限時間を過ぎても1つも選択肢を選んでいない場合にポイントが獲得できる。総当たり戦限定のクイズ形式であり、プレーオフでは出題されない。Cリーグに限り、正解数は6個で固定となっている（残り正解数も常に表示）が、Bリーグ以上では正解数は不定（5〜7個であるが、残り正解数表示は「?」で表記）。
選択肢を選ぶ際は1個目、2個目は選び直せるが3個目を選んだ時点、もしくはCリーグでは残り正解数と同数の選択肢を選んだ時点でターンは終了する。
多答積み重ねクイズ（Ver.1.1より追加）
問題文に対し解答候補が8個または10個提示され、プレイヤーは正解だと思われる解答をいくつでも選択する。両者が解答を完了、または解答時間が終了した時点で両者の解答を照らし合わせ、正解数の多い方がポイントを獲得できる。ただし、1つでも不正解の解答を選択した場合は正解数が0個となる。同点の場合は、どちらにもポイントは加算されない（解答を完了するまでの時間は影響しない）。Ver.1.3より全正解数が表示され、すべての正解を選択するとビンゴポイントが与えられるように変更された。選択肢全部が正解の場合もある。
チキンレースクイズ（Ver.1.2プレミアムより追加）
答えが数字の問題が出題され、問題文に対し解答候補が10個提示（上へ行くほど数字が大きくなっていく）される。プレイヤーは正解の数字そのもの、あるいは近い数字を一番下から早押しボタンを押す事で上へ押し上げる事で解答、決定をタッチするか一番上まで押し上げたら回答終了。下へ戻す事はできない。
正解の数字と同じ、あるいは正解より小さくかつより近い数字を選んだプレイヤーが勝利。正解の数字を選んでいる場合は、さらにビンゴポイントが与えられる。オーバーした数字を選んだプレイヤーは失格。どちらも同じ数字を選択した場合、あるいは共にオーバーした場合はドローとなる。双方のプレイヤーがともに正解の数字そのものを当てると、ドロー扱いではあるがビンゴポイントが与えられる。
順番インフレクイズ（Ver.1.3DXより追加）
問題文（テーマ）と条件に従って上から順番に並んだ題目3つに対し、提示された題目がどこに挟み込まれるかを当てる（1番上、1番下の選択肢は無い）。最初は解答3つ（2択）から始まり、一方または両者が誤答するまで題目4つ（3択）→5つ（4択）→6つ（5択）と選択肢が増えていく。題目6つ（5択）をクリアするとビンゴポイントが与えられ、その問題は終了となる（両者5択クリアならドローだがそれぞれにビンゴポイントは入る）。なお、この形式のみ誤答してもGPの減少がない。
例「人口の多い都道府県。神奈川県が入るのは？」東京都→(A)→愛知県→(B)→千葉県（答えはA）
上に両者が正解すると「人口の多い都道府県。埼玉県が入るのは？」東京都→(A)→神奈川県→(B)→愛知県→(C)→千葉県（答えはC）と続く。
早押しテクニカルクイズ（Ver.1.4DX+より追加）
虫食いクイズをより進化させたスタイル。さまざまなパターンで隠された問題文から解答を推理して答える。正解するとポイント獲得、不正解だと減点されたうえ、問題文の全貌が明らかになった状態で相手に解答権が移動する。「8分割」「16分割」「スライド」「スポットライト」「漢文」の5つの出題パターンが存在する。どのパターンが出題されるかはランダムである。3問目終了時に出題パターンが変更される。
それぞれの出題パターンの詳細は以下のとおり。
8分割
虫食いクイズと同様、問題文が8枚のパネルで隠されている。時間が経つとパネルが少しずつ開かれ、問題文が明らかになってくる。
16分割
8分割同様に問題文がパネルで隠されているが、最初に存在するパネルが16枚になっており、パネルが開くスピードも速くなっている。
スライド
問題文がアップになり、ウインドウ上を右から左へ高速で繰り返し流れていく。時間が経つと流れるスピードが徐々に遅くなっていく。Answer×Answer1のみの形式。
スポットライト
ウインドウが真っ暗になってしまい、スポットライトの当たっている部分だけ問題文が見えるようになる。時間が経つとライトの光が拡大していく。
漢文
最初に問題文の中の漢字の部分だけを表示。時間が経つとひらがな・カタカナ・アルファベット・数字などの漢字以外の文字が表示され、問題文の全貌が明らかになってくる。
「テクニカル」「8分割」「16分割」という表記はテレビ番組『象印クイズ ヒントでピント』にも用いられていたが、全く別物であり、どちらかというと早押し連想クイズ、早押しビジュアルクイズの一部が、ヒントでピントの問題に似ている。
- 早押しビジュアル・早押し連想において、どちらかのプレイヤーが誤答ペナルティ中にもう一人のプレイヤーが誤答すると、その時点で先に誤答したプレイヤーは解答権が復活する。

総当たり戦で出題されるクイズ形式は、「早押しビジュアルクイズ」を除いた10種類からランダムに選択される。なお、Ver.1.20（スタンプシステムで3つのクイズ形式を自由に選択できる）および押し合い爆破Day（2008年10月28日と2008年12月2日に開催。予選で必ず、押し合い爆破クイズが出題される。Aリーグ以上限定）を除き、「早押しクイズ」は必ず出題される。

### 決勝戦
決勝では、予選1位となったプレイヤーがクイズ形式を選択する。選択可能な形式は全て早押しボタンを使う物であり、「早押しクイズ」「カード奪取クイズ」「早押し連想クイズ」「早押しテクニカルクイズ（Ver.1.4から追加）」（Answer×Answer2までは「早押しビジュアルクイズ」も）の中から選択する（Cリーグではカード奪取クイズを除く4（3）種類から選択する）。
Answer×Answer2以降の決勝戦での変更点
点数や制限時間などの勝敗判定に関わるものを除く。
早押しクイズ
変更なし。
カード奪取クイズ
- 正解で10点、誤答で相手に10点入るようになった。

早押し連想クイズ
変更なし。
早押しテクニカルクイズ
- スライド形式が登場しない。

押し合い爆破クイズ
- 2010年1月4日から24日までの決勝で行われた。
- Bリーグ以上で出題。
- 解答者の初期持ち時間が4秒から3秒になった。
- 問題数が10問（全国対戦決勝の場合。押し合い爆破大会では8問）に限定された。

### 4人対戦クイズ
全部で14種類。Answer×Answer2以降の予選で出題されるクイズ形式。早押し系クイズは早押しボタン+タッチパネル（4人カード奪取クイズは早押しボタンのみ）、非早押し系クイズはタッチパネルのみ（4人チキンレースクイズは早押しボタンのみ）を使用する。ポイントが2倍になるチャンス問題が無く、問題数は特記の無い物は4問出題。ジャンルセレクトは逆転ラウンドのみ。
早押し系クイズ
早押し系クイズは逆転ラウンドでも出題される形式である（4人ビジュアルクイズと4人カード奪取クイズを除く）。
Answer×Answer Live!では早押し3着まで解答権が得られる。解答者が誤答しても解答権の移動はない（4人カード奪取クイズを除く）。
文字の入力は4つの候補の中から1文字ずつ選択して入力する（最大10文字、ひらがな、カタカナ、アルファベット、数字。4人カード奪取クイズを除く）。
| 早押し1着 | 早押し2着 | 早押し3着 | 付与されるボーナス名（正解時の10点に上乗せされる分）              |
| --------- | --------- | --------- | ----------------------------------------------------------------- |
| ○（20)    | ○（15）   | ○（10）   | 1着に「早押し1着ボーナス＋10点」、2着に「早押し2着ボーナス＋5点」 |
| ○（20)    | ○（15）   | ×（-10）  | 1着に「早押し1着ボーナス＋10点」、2着に「早押し2着ボーナス＋5点」 |
| ○（20)    | ×（-10）  | ○（15）   | 1着に「早押し1着ボーナス＋10点」、3着に「早押し2着ボーナス＋5点」 |
| ×（-10）  | ○（20）   | ○（15）   | 2着に「早押し1着ボーナス＋10点」、3着に「早押し2着ボーナス＋5点」 |
| ○（20）   | ×（-10）  | ×（-10）  | 1着に「早押し1着ボーナス＋10点」                                  |
| ×（-10）  | ○（20）   | ×（-10）  | 2着に「早押し1着ボーナス＋10点」                                  |
| ×（-10）  | ×（-10）  | ○（20）   | 3着に「早押し1着ボーナス＋10点」                                  |
| ×（-10）  | ×（-10）  | ×（-10）  |                                                                   |

○：正解　×：誤答orタイムオーバー　()内は実質的な獲得点数。

誤答・タイムオーバーでマイナス10点となる上に、次の問題でペナルティが科せられる(回答権を得る時間が遅れる。カード奪取クイズのみ回答権を得るまでの枚数が1枚ずつ累計。）
4人早押しクイズ
オーソドックスなタイプの早押しクイズ。徐々に表示される問題文の答えを早押しボタンを押して解答する。問題文の先を読み、いかに早く解答権を取るかがカギとなる。一部、選択肢をダイレクトに選ぶ四択の問題もある。
Live!以後はダイレクト選択時に画像4択が出るようになった。
4人連想クイズ
9枚のパネルから、1枚ずつパネルが開いてヒントが出され、ヒントから連想される答えを早押しボタンを押して解答する。
4人対戦となり、1度の誤答で減点される方式に変更された。
4人ビジュアルクイズ
写真や漢字にモザイク・格子が掛かっていて徐々に解かれる、クローズアップされた映像が徐々にズームアウトしていく、スポットライトの部分だけ見えるなど、さまざまなエフェクトがかけられており、それが徐々に分かりやすくなってくる。映っている物、漢字の読みを判読または推測し、早押しボタンを押して解答する。
Answer×Answer1の早押しビジュアルクイズはプレーオフ限定のクイズ形式だったが、Answer×Answer2以降は予選限定のクイズ形式になっている。出題される問題はすべて「ランダム」として扱われ、ジャンルポイントには反映されない。また、逆転ラウンドでは出題されない。
4人対戦となり、1度の誤答で減点される方式に変更された。
問題表示のスペースが小さくなったため、写真や漢字が横長に表示されるようになったり、写真や漢字などの動きがAnswer×Answer1に比べて大きく変わった。まれに漢字は四字熟語・写真は白黒での出題もあり難易度があがっている。
4人テクニカルクイズ
隠されているものが写真から問題文に変わったビジュアルクイズのようなクイズ。さまざまなエフェクトがかけられた問題文を見て問題文と答えを推理。早押しボタンを押して解答する。問題数は4問固定で2問ずつ、2つの出題パターンで構成される。Bリーグ以上で登場する。上位リーグになるに連れて出題パターンが増える。
テクニカルクイズの出題パターンは8分割（.NETでは「虫食い8分割」と表記）、16分割（.NETでは「虫食い16分割」と表記）、漢文（Bリーグでは出題されない）、スポットライトの4つで、スライドは出題されない。
4人カード奪取クイズ
Answer×Answer2DXで登場。まず初めにテーマが発表され（例えば「海に面していない都道府県」など）、正答や誤答がランダムに書かれたカードを1枚ずつ順番に提示される。提示されるカードの枚数は2枚から8枚、正解が書かれているカードが出たら早押しボタンを押す。1枚のカードにつき奪取できるのは先着2名。
正解のカードを取得した順に、1位15点、2位10点。不正解のカードを取ると5点減点に加え、誤答1回目で2枚、2回目以降の誤答で4枚スルーしなければならないが、相手が誤答すると解答権が復活する。このクイズは、DXでは店舗大会モードの4人対戦でのみ出題され、全国対戦では出題されなかったが、Answer×Answer2DXプラスより全国対戦でも登場するようになった。
5問出題され、逆転ラウンドでは出題されない。
Live!以後では、全リーグで早押し3着まで奪取が可能になった。
非早押し系クイズ
非早押し系クイズは逆転ラウンドでは出題されない。ボタンを全く使用しないクイズ形式の時に、ボタンを押すと「画面にタッチして答えます」の表記が強調表示される。
4人積み重ねクイズ
問題に対し10個（Cリーグでは8個）ある選択肢の中から、正解のみを選択。より多くの正解の選択肢を選んだ解答者にポイントが入る。1位10点、2位5点、全ての正答を選ぶとパーフェクトボーナス5点、無解答・誤答を一つでも選択した場合は失格（0点）となる。1位が複数または1位が1人で2位が複数いる場合は全員に得点が入る。解答時間内であれば選んだ選択肢を再びタッチすることで選択を取り消すことができる。Answer×Answer1の多答積み重ねクイズとは違い全正解数は表示されない。4人同時に積み重ねるようにして答え合わせを行う演出がある。
Live!以後は解答方式として新たに「文章問題」「ビジュアル問題」が加わった。
4人チキンレースクイズ
数字問題を出題。問題文が提示された後、伏せられた数字を当てる。Answer×Answer1のチキンレースクイズは正解の数だけボタンを押していたが、本形式では数字のバーが1から順番に10まで自動で上がり、正解の数字に合わせて早押しボタンを押してバーを止め数値を確定する（問題例として「日本の都道府県は全部でいくつ?」で設定が「□7個」なら、解答は10単位で17個から107個の範囲内となるが「4□個」なら、この場合の10は繰り上がる事になり、解答は41個から50個の範囲内となる）。早押しボタンを押さなかった場合は、自動的にその問題の最高数値が解答となる。4人の中で正解に近い数字を選んだ上位2人にポイントが入る。1位10点、2位5点、ピタリ正解でビンゴボーナス5点、オーバーは失格（0点）となる。1位が複数、1位が1人で2位が複数いる場合は全員に得点が入る。プレミアム移行前は即座に他のプレイヤーの解答が表示されたが、これにより解答を合わせることが出来てしまうため、Answer×Answer2プレミアム以降は1秒程度のタイムラグを持たせている。　
あまのじゃくクイズ
Answer×Answer2稼働開始とともに追加された新形式。問題に対し8個の選択肢が提示、その中から正解且つ対戦相手が選らばなそうな答えを選択、1度選んだ選択肢を変更する事は出来ない。選んだ選択肢が正解で10点、正解且つ他の解答者と重ならない答えを選択で10点+ボーナスポイント10点。無解答、答えが重なっていなくても誤答の場合は0点。
Live!以後は解答方式として新たに「ビジュアル問題」が加わった。
サバイバルクイズ
Answer×Answer2稼働開始とともに追加された新形式。問題に対し選択肢が8個提示、そのうち正解が4個含まれており、プレイヤーは順番に正解と思われる解答を選択していく。最初の解答者は1問目出題前にルーレットで決定され、解答順はそこから右に1つずつスライドされる。
正解で10点、2順目以降も正解の選択肢が残っていれば再び解答権が回ってくる。誤答で持ち点が半減され小数点以下は切り上げ、その問題の解答権を失う。答えが分からない場合は「降りる」を選択して、誤答ペナルティなしでその問題の解答権を放棄する事もできる（タイムオーバー（無解答）は「降りる」扱いとなる）。
4人のうち3人が解答権を失うと「最後の1人チャンス」が発生。正解で正解ポイント10点に加え、サバイバルボーナス10点が加算される。
正解の選択肢がすべて選択される・最後の1人が正解・4人が解答権を失った時点でその問題は終了。2問目以降の最初の解答者は、前の問題の最初の解答者から右に1つずつスライドされる。
Live!以後は解答方式として新たに「文章問題」が加わった。
爆弾押し付けクイズ
Answer×Answer2プレミアムで初登場。ゲーム開始時にランダムでプレイヤーの1人に爆弾が設置される。問題に対して3つの選択肢と「パス」の選択肢があり、正解と思われる解答を1つ選ぶか「パス」を選択する。解答後に正誤判定、次に全員の正誤判定後に正解者の人数分だけ爆弾が右にスライドし、爆弾が停止した所で爆発する（正解者がいない場合、爆弾は動かないが爆発はする）。
得点は正解で10点、誤答・無解答でマイナス5点、パスで0点。爆発で持ち点が半減され小数点以下は切り上げ、1点以下の時は爆発しても得点の変動はない。全員正解などで自分に爆弾が止まる事を見越し、答えは判っているが、敢えて「パス」を選択して爆弾の進む数を調整する等、他の解答者との駆け引きを要するクイズで、正解しても減点の可能性のある形式である。このクイズでは7問出題される。
Live!以後は解答方式として新たに「穴埋め問題」が加わった。
速答プレッシャークイズ
Answer×Answer2プレミアムプラスで初登場。2択または3択問題が出題されるので、正解だと思われる選択肢を素早くタッチして解答する。全員解答後に正誤判定され、正解者の中から解答スピードが1位のプレイヤーに「プレッシャーチャレンジカード」が置かれる。以降は次の問題で「2位以内に解答せよ」と表示され、チャレンジを成功させるとボーナスポイントが加算され、解答スピードが1位ならカードはそのまま、2位なら1位のプレイヤーにカードが移動、誤答・無解答や正解でも解答スピードが3位以下でペナルティーとなる。なお正解発表は正誤判定のみで、他の解答者の解答表示は無く、更にカードが置かれると解答席の得点板が見えなくなるため、解答席の下に得点が表示される。
カードを持っていない解答者は正解で5点、誤答・無解答でマイナス5点。カードを持っている解答者が2位以内での正解で5点に加えボーナスポイント15点が加算され実質20点、3位以下での正解・誤答・無回答でマイナス10点だが、3位以下での正解なら5ポイントは加算されるので実質マイナス5点、誤答・無回答なら更にマイナス5点で実質マイナス15点。全員不正解でカードが消滅、カード獲得からやり直しとなるが、カードが無い状態で最終問題の場合は「とにかく正解せよ」と表示される。このクイズでは7問出題される。
Live!以後はプレッシャーチャレンジ成功条件が2位以内から3位以内に緩和。解答方式として新たに「穴埋め問題」が加わった。
ウソつきダウトクイズ
Answer×Answer2プレミアムプラスで初登場。4人積み重ねクイズにトランプゲーム「ダウト」の駆け引きの要素を加えたもの。Aリーグ以上で出題される（2010年4月1日より。それ以前はSリーグ以上で出題）。問題に対して6つの選択肢の中から正解と思われる解答をタッチする（6つの選択肢が全部正解の問題も存在するため、多答できる）。4人積み重ねクイズとの大きな違いは「ウソがバレなければ誤答を混ぜても良い」という点。選択後全プレーヤーの解答が表示されるが、その際、自分と同じ解答を選んでいる項目は内容が表示され、選んでいない項目は「???」が表示される。これらを頼りに、他の解答者が誤答を選んでいるかどうかを推理し、選んでいると思われる場合は、相手の解答者の下に表示される「ダウト」をタッチする（ダウトできる相手は1人だけで、一旦決めると変更は出来ない）。誤答していないと思う場合は自分の下の「ダウトしない」をタッチ、あるいは制限時間内に押さなくても同様。
ダウト選択以降、自分の解答から答え合わせをするが、その際、他の解答者からの「スルー」or「ダウト」コールの結果が発表され、その後答え合わせをする。全部正解の場合は、答えた解答者に「正直者」と表示されて、選択数1つにつき5点獲得となり、ダウトコールしてしまった解答者はマイナス5点。1つでも誤答がある場合は、答えた解答者に「ウソつき」と表示され、他の解答者にダウトコールされていなければ、選択数1つにつき5点獲得となる上「ウソつき成功ボーナス」として10点獲得となるが、誰か1人にでもダウトコールされると得点は0点、ダウトコールした解答者に5点入る。これを最後の一人まで繰り返して1問終了。このクイズでは3問出題される。
Live!以後は「正直者」の時、ダウト成功時の獲得ポイントが選択数×3点に減少された。
漢字メドレークイズ
Answer×Answer2DXで初登場。テーマに沿った7問1セットの漢字問題が3セット出題され、各セットごとに正解数を競う。1・3セット目は読み問題、2セット目は書き問題（読み仮名から漢字を当てはめる問題）が出題され、各問題にはヒントが提示されている。解答は8ボタンタイピングで（クイズマジックアカデミーシリーズの「文字パネルクイズ」に似た回答方式）、同じボタンを2度使用しても良いが、答えの訂正は出来ない。また他のクイズでのタイピング回答方式とは異なり、最後まで入力しないと正誤判定が行われない（他のクイズは間違った文字を入力した時点で解答打ち切りとなる）。1セットにつき制限時間は25秒、1問ごとの制限時間は無く、1問全てに時間をつぎ込む事もできる。分からない問題はパスが出来る。不正解で得点・正解数が減らされる等のペナルティはない。
1セット終了後にプレイヤー全員の正解数が表示され、正解数が多い順に1位15点、2位10点、3位5点が加算される。同点の場合は同じ点数が加算されるが（1位が2人で2人に15点、3位に5点等）、最低でも1問以上正解していなければ得点は加算されない。また全問正解でもパーフェクトボーナスは無い。
Live!以後は1セットの出題問題数が7問→8問に変更された。
山分けクイズ
Answer×Answer2DXプラスで初登場。4択問題が出題され、正しいと思う選択肢をタッチして解答する。1問毎に正解者全員で20点を山分けとなり、4人全員なら5点ずつ、3人なら端数は切り捨てのため6点ずつ、2人なら10点ずつ、1人なら20点総取り。誤答はペナルティとして次の問題の解答権を失うが、全員不正解の場合はペナルティ無し。答えが分からない場合は「パス」を選択する事でペナルティを回避、タイムオーバーも「パス」扱いとなる。
ラウンド中に1回だけ使える「2倍チャンス」があり、解答選択後に使うか使わないかを決定、自信が無ければ最後まで使わなくても構わない。使用して正解で獲得得点が2倍（1人だけ正解なら2倍の40点が入る）、不正解で持ち点が半減、小数点以下は切り上げられる。このクイズでは6問出題される。
Live!以後は解答方式として新たに「穴埋め問題」が加わった。

#### Live!での変更点
解答方式の追加
Live!以後では、従来までの多肢選択形式・タイピング形式に加え、新しい解答方式が追加された。
穴埋め問題
問題に対してA・B2つの空欄が隠された状態で出題される。2つの空欄それぞれに対し複数の選択肢が提示されるので、その中から正しい選択肢を選択する。部分点はなく、A・Bともに正しい選択肢を選ばないと正解にはならない。
「爆弾押しつけクイズ」「速答プレッシャークイズ」「山分けクイズ」で出題される。
（例）元号を順番通りに入れろ
明治→（A）→（B）→平成
A:「昭和」「大正」
B:「昭和」「慶応」
この場合、 A:「大正」 B:「昭和」が両方とも合っていないと正解とならない。
問題により、A・Bそれぞれの選択肢が3つずつになる事もある。
文章問題
問題に対する説明文の中にある要点の中から正しい記述を選択する。
「4人積み重ねクイズ」「サバイバルクイズ」で出題される。
（例）セガについて
「日本」のゲームメーカー、イメージキャラクターは「ソニック」。主なゲームに「タイムクライシス」、「クレイジータクシー」、「龍が如く」などがある。かつては家庭用ハードも展開しており、「ネオジオ」や「ドリームキャスト」を発売した。2004年には「フィールズ」との経営統合を行った。
正解:日本、ソニック、クレイジータクシー、龍が如く、ドリームキャスト（ネオジオを発売したのはSNK、タイムクライシスはナムコの作品、経営統合した企業はサミー）
正解の設定数は「4人積み重ねクイズ」ではランダム、「サバイバルクイズ」では8個中4個である。
ビジュアル問題
問題に対する選択肢が、文字や単語ではなく画像として提示される解答方式。提示された画像の中から正解の画像を選択する。
「4人早押しクイズ」「あまのじゃくクイズ」「4人積み重ねクイズ」で出題される。
（例1）日本の国旗はどれ?→正解の国旗を選ぶ。
（例2）次のうち、アジアの国を選べ→該当する国の国旗を選択する。
速報クイズの追加
対戦の冒頭に、ランダムで最新ニュースからクイズが出題されることがある。最新ニュースからの出題である以外は通常の問題と扱いは変わらないが、正解者は対戦終了後に「速報クイズ正解ボーナス」が与えられる。
月替わりで出題クイズ形式が変更
月替わりで、出題クイズ形式が変更される。4人チキンレースクイズは公式のクイズ形式説明には出ているものの、まだ登場していない。
2012年1月より全ての出題クイズ形式が登場する。
早押し系クイズ
B/Cリーグ、及びAリーグ以上の4人カード奪取クイズ については、早押し3着まで解答権が得られる。（Aリーグ以上のその他早押し系クイズは、従来どおり2着まで）
正解で10点。早押し1着での正解もしくは単独正解するとボーナス5点。誤答・タイムオーバーでマイナス10点とペナルティ。
2010年11月24日から全リーグで早押し先着2人から3人に増やされ、ボーナスポイントも早押し1着に10点、2着に5点が加算される。

### 全国ダブルス
Live! ダブルアンサーで追加された2対2の対戦モード「全国ダブルス」で出題される形式。
全国対戦と異なり、全ての問題が消化した後、同点の場合は引き分けとなる。

#### 予選ラウンド
協力あまのじゃくクイズ
一方のチームが「解答チーム」、もう一方のチームが相手のボーナス得点を取らせないための「阻止チーム」となり、解答チームは阻止チームの選ばなそうな答えを、阻止チームは解答チームの選びそうな答えを8~10個の選択肢の中から1つを選択。その後、自分チームの解答の発表、相手チームの解答を1人ずつを発表後に正誤判定される。両チーム共通で正解で1人5点、解答チームは阻止チームと答えが重複せずに正解の場合あまのじゃく成功ボーナス1人5点、解答チームが答えを合わせて阻止チームと答えが重複せずに正解した場合それぞれに5点加算（そのため解答チームは問題正解5点×2人＋あまのじゃくボーナス5点×2人＋ペアでボーナス5点×2人で最高30点獲得できる）、不正解で両チーム共通でマイナス5点となる。なおパートナーが先に解答すると選んだ解答が表示されるので、解答チームは解答を合わせてボーナスを狙う、阻止チームは解答を合わせずに解答チームの阻止確率を上げる戦略がある。問題は解答2回、阻止2回の計4問出題される。
協力積み重ねクイズ
まずチーム内で先に選択する「1番手」、後に解答する「2番手」を決定。その後、両チームの1番手の解答者が8個or10個の選択肢の中から最大4つ選択まで選択、終了後に選択数が表示され、選択数で優勢・劣勢が判定される。次に両チームの2番手が、残りの選択肢の中から1番手と同じ要領で解答。解答終了後に1番手と2番手で個別に正誤判定される。選んだ解答が全部正解で選択数分のポイント、1個でも不正解があれば0ポイントとなり、1番手と2番手の正解ポイントの合計が多いチームに1人5点ずつ、勝利チームで尚且つ選択した答えに誤答がない解答者に更に5点加算される。なおパートナー解答時に答えをタッチすると「これ押して」が表示され、パートナーに解答を教える事が出来る。問題は1・2問目はコンピューターが決定した順番、3問目は1番手と2番手を入れ替え、計3問出題される。
協力押し合い爆破クイズ
チーム内の自分とパートナーが、それぞれ上記の「穴埋め問題」の前半or後半の答えを担当して選択（自分が前半ならパートナーは後半、自分が後半ならパートナーは前半を担当）。ペアでのトレーニング問題と同じ形式となる。その他は2人対戦の「押し合い爆破クイズ」と同様だが、ペアの片方が不正解で少し・両方不正解で多めに爆破の炎が動く。正解で1人5点、不正解でマイナス5点、相手のメーターの10点に到達すると1人5点ずつ加算、メーターが端に到達されると自分とパートナーの持ち点が半減されて小数点以下は四捨五入され（そのため、同じ持ち点30点でも、自分が20点・パートナーが10点なら、自分が10点・パートナーが5点に半減されて持ち点が15点になるが、自分・パートナーが15点ずつなら半減すると7.5点、四捨五入で8点となるので、持ち点が16点となる）、マイナス点の場合はそのまま。またパートナーの解答をタッチすると「これ押して」が表示され、パートナーに解答を教える事が出来る。問題は計8問出題される。
協力ひらめきワードクイズ
「四字熟語」「対義語」「類義語」「人名（苗字と名前）」「意味の同じ英語と日本語」「英語の不規則変化の活用」「ことわざ」といった関係性のある2語が「ビジュアルクイズ」のマスを徐々に外される方式の問題を出題、その問題の前半or後半の問題に答えるが（自分が前半ならパートナーは後半、自分が後半ならパートナーは前半を担当する）、問題が見えるのは自分の担当の問題だけで、パートナーの問題は見る事が出来ない。答えがわかったらボタンを押して解答、解答の際はパートナーの解答が見られる。そのため、自分が答えを解っていてもパートナーは解っていない場合があり、その際は相手の解答をヒントにして答えを導き出す。2人とも正解で1人5点、ボタンを押した解答者にはボーナスで5点が加算（そのため、正解すると実質15点獲得できる）。誤答・時間切れで片方のみが不正解の場合、ボタンを押した解答者がマイナス10点、ボタンを押さなかった解答者がマイナス5点で正解者は0点、両者誤答で前述の減点を合わせてマイナス15点となり、一定時間解答権が無くなるが、相手チームが不正解で解答権が復活される。問題は計4問出題される。
協力虫食いクイズ・協力虫食い漢字クイズ
2人で1つずつ隠れた部分を開ける虫食いクイズ。「協力虫食いクイズ」は問題文がの一部が18個のマスで隠され、「協力虫食い漢字クイズ」は24個のマス（配置は2種類あり、1つ目は4段の1段目と4段目が3個ずつ、2段目と3段目が9個ずつ、2つ目は4×6個）・27個のマス（配置は3×9個）・36個のマス（配置は4×9個）で漢字の熟語が隠れている。先攻・後攻決定後に2人が順番に1カ所ずつマスを開け、2つ開けたら「答える」か「パス」を選択、両方「パス」で相手チームに権利が移り、答える場合は先に「答える」ボタンを押した解答者が解答。正解で10点、パートナーにもアシストボーナスとして5点加算される。不正解の場合は答えた解答者がマイナス15点、問題が全部出されて解答権が相手チームに移る。またパートナー選択時にマスをタッチすると、そのマスに「これ開けて」が表示され、開けて欲しいマスを指定する事が出来る。問題毎に先攻・後攻を入れ替えて計3問出題される。

#### 決勝ラウンド
ペア対抗早押しクイズ・ペア対抗テクニカルクイズ・ペア対抗連想クイズ
2人対戦の「早押しクイズ」「早押しテクニカルクイズ」「早押し連想クイズ」と形式は同じだが、勝者を決定する「勝ち抜けチャレンジ」以外はチーム2人のうち回答権があるのは1人となっている。不正解時には相手チームに星が与えられる。

## クイズジャンル
全部で8種類（期間限定でスペシャルジャンルが加わる場合がある）。
| ジャンル名           | アイコン                            | 出題内容 |
| -------------------- | ----------------------------------- | --- |
| 自然科学             | 三角フラスコ                        | 理科系、数学系など、自然科学全般。計算問題を含む。                                                           |
| 語学・文学           | 開いた本                            | 語学系（国語・外国語などの言語）や文学全般。                                                                 |
| 歴史・地理・社会     | 地球儀                              | 日本史、世界史、地理、政治、経済など社会科全般。                                                             |
| エンターテイメント   | 2連8分音符                          | 国内外のテレビ番組全般、映画、芸能、音楽など。クラシック音楽、童謡、伝統芸能、楽器を含む。                   |
| 漫画・アニメ・ゲーム | TVゲームのコントローラー            | サブカルチャー全般。特撮やライトノベルを含む。                                                               |
| スポーツ             | X字に重ねたバットの上に野球のボール | 野球、サッカー、相撲、格闘技など、各種スポーツ全般。                                                         |
| グルメ・生活         | スプーンとフォーク                  | グルメ、ファッション、健康、家庭科など。                                                                     |
| 趣味・雑学           | 博士帽を被った人物                  | 自然科学、語学・文学、歴史・地理・社会のいずれにも属さない知識・雑学全般。テーブルゲーム、競馬、麻雀を含む。 |

### スペシャルジャンル
期間限定配信で出題されるクイズジャンル。
| スペシャルジャンル                           | 開催期間                            | 備考                                               |
| -------------------------------------------- | ----------------------------------- | -------------------------------------------------- |
| サッカー (第1回)                             | 2007年5月11日-5月13日               | ロケテスト中に配信                                 |
| 野球 (第1回)                                 | 2007年8月11日-8月19日               |                                                    |
| ディズニー・チャンネルプレゼンツ“ディズニー” | 2007年10月6日-10月8日               |                                                    |
| 2007年                                       | 2007年12月21日-12月30日 19:00-22:00 | これ以降スペシャルジャンル関連の特別タイトルが採用 |
| 幕末 (第1回)                                 | 2008年2月21日-2月28日 10:00-24:00   |                                                    |
| ドラえもん (第1回)                           | 2008年3月6日-3月9日 10:00-24:00     | 映画「ドラえもん のび太と緑の巨人伝」公開記念      |
| ドラえもん (第2回)                           | 2008年3月20日-3月30日 10:00-24:00   |                                                    |
| お笑い (第1回)                               | 2008年5月1日-5月7日 10:00-24:00     |                                                    |
| 野球 (第2回)                                 | 2008年5月24日-5月30日 10:00-24:00   |                                                    |
| 90年代                                       | 2008年8月18日-8月24日 10:00-24:00   |                                                    |
| サンデー・マガジン                           | 2008年11月5日-11月9日 10:00-24:00   |                                                    |
| 映画 (第1回)                                 | 2010年8月9日-8月15日 10:00-24:00    |                                                    |
| ウルトラクイズ                               | 2010年9月6日-9月12日 10:00-24:00    |                                                    |
| 幕末 (第2回)                                 | 2010年1月22日-1月24日 10:00‐24:00   |                                                    |
| J-POP                                        | 2010年2月19日-2月28日 10:00‐24:00   |                                                    |
| オリコン                                     | 2010年3月19日-3月25日 10:00‐24:00   |                                                    |
| この20年間をクイズで振り返ろう               | 2011年1月4日-1月10日 10:00‐24:00    |                                                    |
| お笑い (第2回)                               | 2010年5月3日-5月9日 10:00‐24:00     |                                                    |
| まんぷく                                     | 2011年11月15日-11月20日 10:00‐24:00 | 食に関する問題を出題                               |
| ゲーム (第1回)                               | 2012年3月17日-3月23日 15:00‐22:00   | 「春のAnまつり」連動企画                           |
| 特撮ヒーロー                                 | 2012年5月1日-5月6日 16:00‐22:00     |                                                    |
| ドラマ                                       | 2012年6月25日-7月1日 16:00‐22:00    | 過去5年間に放送されたドラマを中心に出題            |
| スポーツの祭典                               | 2012年7月23日-7月29日 16:00‐22:00   |                                                    |
| 戦国時代 (第1回)                             | 2012年11月7日-11月11日 10:00‐22:00  | 「戦国大戦 -1582 日輪、本能寺より出ずる-」稼働記念 |
| 2012年                                       | 2012年12月17日-12月28日 18:00‐22:00 |                                                    |
| 野球 (第3回)                                 | 2013年3月7日-3月14日 12:00‐22:00    | 「週刊ベースボール」とのコラボ企画                 |
| 戦国時代 (第2回)                             | 2013年7月23日-7月28日 12:00‐22:00   | 「戦国大戦 -1590 葵 関八州に起つ-」稼働記念        |
| ゲーム (第2回)                               | 2013年11月19日-12月1日 12:00‐22:00  |                                                    |
| 映画 (第2回)                                 | 2014年1月28日-2月2日 12:00‐22:00    |                                                    |
| サッカー (第2回)                             | 2014年3月20日-3月30日 12:00‐22:00   |                                                    |
| 三国志                                       | 2014年5月29日-6月8日 12:00‐22:00    |                                                    |

なお、総当たり戦において双方が選択したジャンルが同じであった場合、「ジャンルマッチ（例：趣味・雑学マッチ）」が発生し、選択問題が終了した後に補充される問題が全てそのジャンルになる（ただし、2倍問題には影響しない）。

## An×An Pocket
iOS用アプリケーション「An×An Pocket」で出題されるクイズ形式。点数などアーケード版と異なる部分があるため、この項で説明する。点数は着せ替えアイテムをすべて装備していない且つ、相棒の得意ジャンルでない状態で獲得できる点数。誤答・タイムオーバーの場合、そのタワーで設定されているダメージ分だけライフが減少（チェックポイントマッチは、残り時間が3～4秒ほど減少）。
早押しクイズ、早押し連想クイズ
出題方法はアーケード版と同じ。ボタンを押した時に全国の回答権獲得秒数と比較し、割合によって点数が変わる。上位20%以内:25点、40%以内:20点、60%以内:15点、80%以内:10点。但し、上位80%以内に入らない若しくはボタンを押していない場合、回答権は得られない（スルー扱いでペナルティ無し）。
あまのじゃくクイズ
出題方法はアーケード版と同じ。選択肢8つに対して正解は4つで固定。正解で10点。正答4つのうち全国選択率が少ない3つ（=選ばれにくいレアな回答）にボーナス20点、15点、10点が入る。
オーディエンスクイズ
問題文と選択肢が4つ表示される。正解だと思う答えを選択する。持ち点は25点で時間経過により1点ずつ減る。3～4点下がると各選択肢の「全国選択率」が順に表示される。問題の難易度が上がると4つめの選択肢が「???」と伏せられることもある(時間経過により表示される)。

## 概要
1. ↑  4人カード奪取クイズの誤答枚数＝他問題の誤答数とカウントされ、例えばラウンド1の4人カード奪取で1枚誤答、ラウンド2で早押し系で誤答した場合、「誤答回数2回」と表示される。
2. ↑  例えば3つ選択して、誤答があった場合は3×5+10で25点入る。Live!以後は3×3+10で19点入る。